# Baalshamin

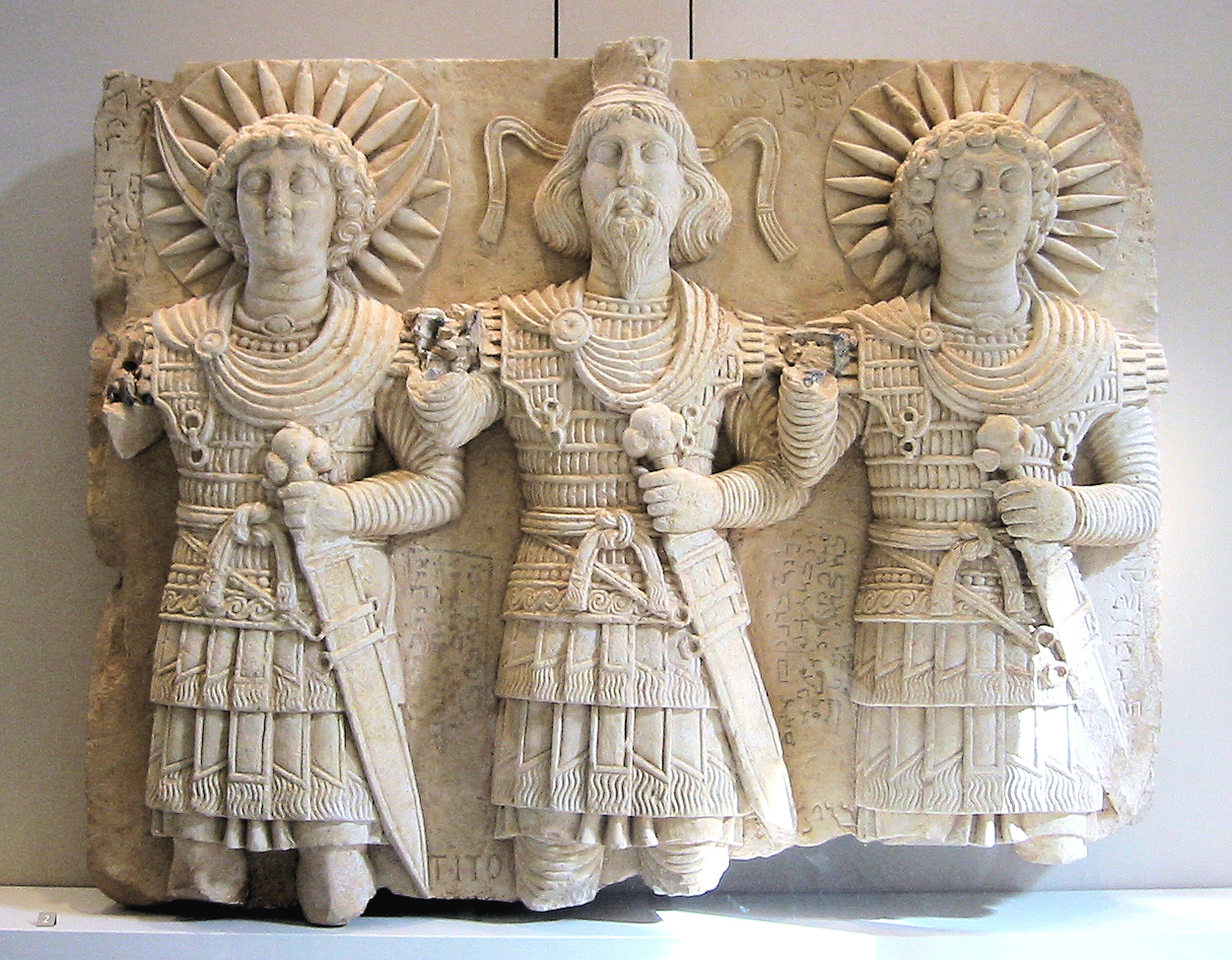
Aglibol, Baalshamin (giữa), và Malakbel (thế kỷ 1; được tìm thấy gần Palmyra, Syria)

Baalshamin hoặc Ba'al Šamem (Aramaic: ܒܥܠ ܫܡܝܢ), nghĩa là Chúa Thiên đường, là một thần Do Thái Tây Bắc và một danh vị áp dụng cho các vị thần khác nhau ở những nơi khác nhau hoặc thời gian trên bia đá Trung Đông cổ đại, đặc biệt là ở Canaan / Phoenicia và Syria.
Danh vị thường được áp dụng nhất cho Hadad, người cũng thường có danh vị chỉ là Ba-anh. Baalshamin là một trong những vị thần tối cao và hai bầu trời thần của tiền Hồi giáo ở Syria Palmyra cổ đại (Bel là thần tối cao khác).
Tại đó hiện thân của vị thần này là con đại bàng và các tia chớp, và có lẽ ông đã thành lập một bộ ba với thần mặt trăng Aglibol và thần mặt trời Malakbel. 
Vào tháng 8 năm 2015, các quan chức Syria và các nhà hoạt động cho biết Nhà nước Hồi giáo Iraq và Levant đã "đặt một số lượng lớn các vật liệu nổ trong ngôi đền Baalshamin... và sau đó nổ tung nó lên gây nhiều thiệt hại cho đền thờ," và giết chết Khaled al-Asaad, một nhà khảo cổ Syria nổi bật đang làm việc tại địa điểm.